# Barcelonès

Comarca Barcelonès

Barcelonès este o comarcă, din provincia Barcelona în regiunea Catalonia (Spania).

## Personalități născute aici
- Carles Sabater i Hernàndez (1962 - 1999), muzician, actor.

1. ↑  Library of Congress Authorities, accesat în 3 mai 2023
2. ↑   http://www.idescat.cat/pub/?id=aec&n=203 Lipsește sau este vid: |title= (ajutor)